# Warrior (videogioco 1979)
Warrior è un videogioco picchiaduro del 1979. È considerato uno dei primi videogiochi del genere, insieme ad alcuni giochi basati sul pugilato come ad esempio Heavyweight Champ del 1976.
Il gioco è stato sviluppato da Tim Skelly durante il suo periodo di lavoro a Cinematronics, ed è stato pubblicato sotto il nome della compagnia Vectorbeam poco prima che quest'ultima venisse chiusa da Cinematronics, che l'aveva acquistata nel 1978.

## Modalità di gioco
Warrior consisteva nella lotta tra due cavalieri in duello renderizzati in grafica vettoriale monocromo, realizzati tramite primitive tecniche di motion capture. A causa delle limitazioni dell'hardware utilizzato, la CPU non riusciva a processare i personaggi e l'ambiente di gioco allo stesso tempo, per cui gli sfondi erano stampati, con i personaggi proiettati su di essi.
Originariamente, Skelly aveva pianificato un sistema a due giocatori con due joystick utilizzati da ogni giocatore, uno per controllare i movimenti del personaggio e uno per controllare la sua arma. Nonostante ciò, i limiti economici hanno costretto Skelly ad utilizzare un solo joystick per ogni personaggio e un tasto per cambiare tra controllo del personaggio e controllo dell'arma, uno alla volta. I joystick erano installati nei cabinati in un modo che li rendeva non responsivi e difficili da usare secondo i giocatori.

## Eredità
I cabinati e l'hardware di Warrior vennero prodotti con uno scarso budget e nel tempo si sono rivelati poco resistenti rispetto ai cabinati odierni. Perciò, è conosciuta una sola macchina "sopravvissuta", nel Regno Unito. Il gioco è emulato tramite MAME.